# A Collection of Great Dance Songs
A Collection of Great Dance Songs is een verzamelalbum van Pink Floyd dat de periode Meddle tot en met The Wall omvat. Uniek voor dit album zijn de speciale edit van Shine On You Crazy Diamond en de opnieuw opgenomen versie van Money. Money moest opnieuw opgenomen worden omdat Capitol Records in de VS dwars lag bij het uitbrengen van het origineel op deze compilatie.
David Gilmour speelt op de nieuwe opname alle instrumenten (behalve de saxofoon solo die door Dick Parry gespeeld wordt) en neemt ook de zang voor zijn rekening.
De bovengenoemde versies van Shine On You Crazy Diamond en Money zijn op geen ander album van Pink Floyd verschenen.

## Nummers
| Nr. | Titel                                                   | Schrijver(s)                | Van album                                            | Duur  |
| --- | ------------------------------------------------------- | --------------------------- | ---------------------------------------------------- | ----- |
| 1.  | One of These Days                                       | Gilmour/Waters/Wright/Mason | Meddle                                               | 5:49  |
| 2.  | Money (heropgenomen in 1981 in de New Roydonia Studios) | Waters                      | oorspronkelijke versie van The Dark Side of the Moon | 6:45  |
| 3.  | Sheep                                                   | Waters                      | Animals                                              | 10:25 |

| Nr. | Titel                             | Schrijver(s)          | Van album          | Duur  |
| --- | --------------------------------- | --------------------- | ------------------ | ----- |
| 1.  | Shine On You Crazy Diamond (edit) | Gilmour/Waters/Wright | Wish You Were Here | 10:41 |
| 2.  | Wish You Were Here                | Gilmour/Waters        | Wish You Were Here | 5:25  |
| 3.  | Another Brick in the Wall (edit)  | Waters                | The Wall           | 3:52  |

Nummers van Pink Floyd